# Cinelli
Cinelli (italienskt uttal: [tʃiˈnɛlli]) är ett italienskt cykelföretag med huvudsäte i Milano. Företaget tillverkar främst racercyklar och komponenter.
Cinelli grundades 1948 av Cino Cinelli, en professionell landsvägscyklist under perioden 1937–1944 med vinster i Milano-Sanremo 1943, Lombardiet runt 1938 och Giro dell'Appennino 1937.

## Innovationer
- Binda pedalkorg (1958)
- Integral-slutande gaffelkrona (ca. 1950)
- Unicanitor-sadel (1962) - den första sadeln i plast
- Bivalent Hub (ca. 1960) - frihjulet stannar kvar i ramen, vilket gör att man kan byta fram och bakhjul sinsemellan.
- Cinelli M71 (1971) - den första quick-release pedalen (1971)
- Cinelli Model 1R - styrstam med dold bult. (1971)
- Laser (1980) - en bancykel som var ledande i Gasvolframsvetsning (TIG) på cykelramar.
- Rampichino (1985) - den första mountainbiken i Italien.
- Cork Ribbon (1987) - Handlebar tape